# Beornmod
Beornmod est un prélat anglo-saxon du IXe siècle. Il est évêque de Rochester de 804 à sa mort, survenue entre 842 et 844.